# Тененбаум, Александр
Александр Тененбаум (р. 1956) — израильский кардиолог, профессор Тель-Авивского Университета.
Родился 4 ноября 1956 года в Бишкеке (носившем тогда название Фрунзе) в семье Мойсея Тененбаума и Марии Сегаль. Отец, уроженец Бессарабии, был направлен туда в госпиталь после ранения во время Великой Отечественной войны, а мать эвакуировалась из Минска.
Окончил с отличием Киргизский Государственный Медицинский Институт, в 1986 г защитил кандидатскую диссертацию под руководством академика Миррахи́мова.
С 1989 г. живёт и работает в Израиле. Автор около 200 научных работ, в том числе 140 научных статей, монографий, рефератов и научных обзоров, опубликованных в лучших мировых журналах. Его работы в области эхокардиографии, сердечной недостаточности, диабета, ишемической болезни сердца, компьютерной томографии (CT), восстановления сердца после инфаркта (кардиореабилитации) и метаболического синдрома во многом повлияли на характер кардиологии XXI века. Является основателем и председателем подотдела кардиоваскулярной фармакологии Израильской кардиологической ассоциации.
Профессор Тененбаум — один из основоположников направления в медицине получившего наименование Кардио-Диабетология, основатель и главный редактор издающегося в Лондоне научного журнала Cardiovascular Diabetology (BioMed Central, Springer Sciences Media Group, London).
С 2004 г. работает научным директором в крупнейшем Медицинском Центре Израиля — Шеба, Тель Хашомер (Sheba Medical Center, Tel Hashomer), основатель и руководитель института кардиологии «Кардиолайн». Основатель Комитета по лекарственному лечению Израильского Общества Кардиологов (IHS), в 2008—2012 г. был Губернатором Международного Общества по Фармакотерапии (ISCP). Лауреат многих израильских и международных наград в области медицины, включая премии Нойфельда и Келлермана.